# 水田碎米荠
水田碎米荠（学名：Cardamine lyrata）为十字花科碎米荠属的植物。別名蘋果草，分布在朝鲜、日本、西伯利亚以及中国大陆的安徽、河南、广西、辽宁、黑龙江、江苏、河北、湖南、吉林、江西等地，生长于海拔800米至2,000米的地区，多生在水田边、溪边或浅水处。

## 别名
小水田荠（江苏植物名录、植物学大辞典） 水田荠（种子植物名称补编） 奥存-照古其（蒙古） 蘋果草